# Éric Decroix
Éric Decroix (født 7. marts 1969 i Croix, Frankrig) er en fransk tidligere fodboldspiller (forsvarer).
Decroix startede sin karriere hos Lille, og skiftede i 1994 til FC Nantes. Her var han året efter med til at vinde det franske mesterskab, mens det i 1999 blev til triumf i pokalturneringen Coupe de France, efter finalesejr over Sedan. Senere i karrieren spillede han også for Olympique Marseille, Montpellier og belgiske Germinal Beerschot.

## Titler
Ligue 1
- 1995 med Nantes

Coupe de France
- 1999 med Nantes